# Power (Chainsaw Man)
Power (パワー?, Pawā) è un personaggio immaginario ideato da Tatsuki Fujimoto e una dei personaggi principali della prima parte del manga e anime Chainsaw Man. È il Diavolo del Sangue (血の悪魔?, Chi no Akuma) che collabora con Denji nella Quarta Divisione della Pubblica Sicurezza.
Nei doppiaggi originali è interpretata da Fairouz Ai, nell'adattamento italiano invece da Martina Felli. Il personaggio è stato accolto positivamente sia dalla critica che dal pubblico, soprattutto per la sua personalità e il rapporto con il protagonista.

## Concezione e sviluppo

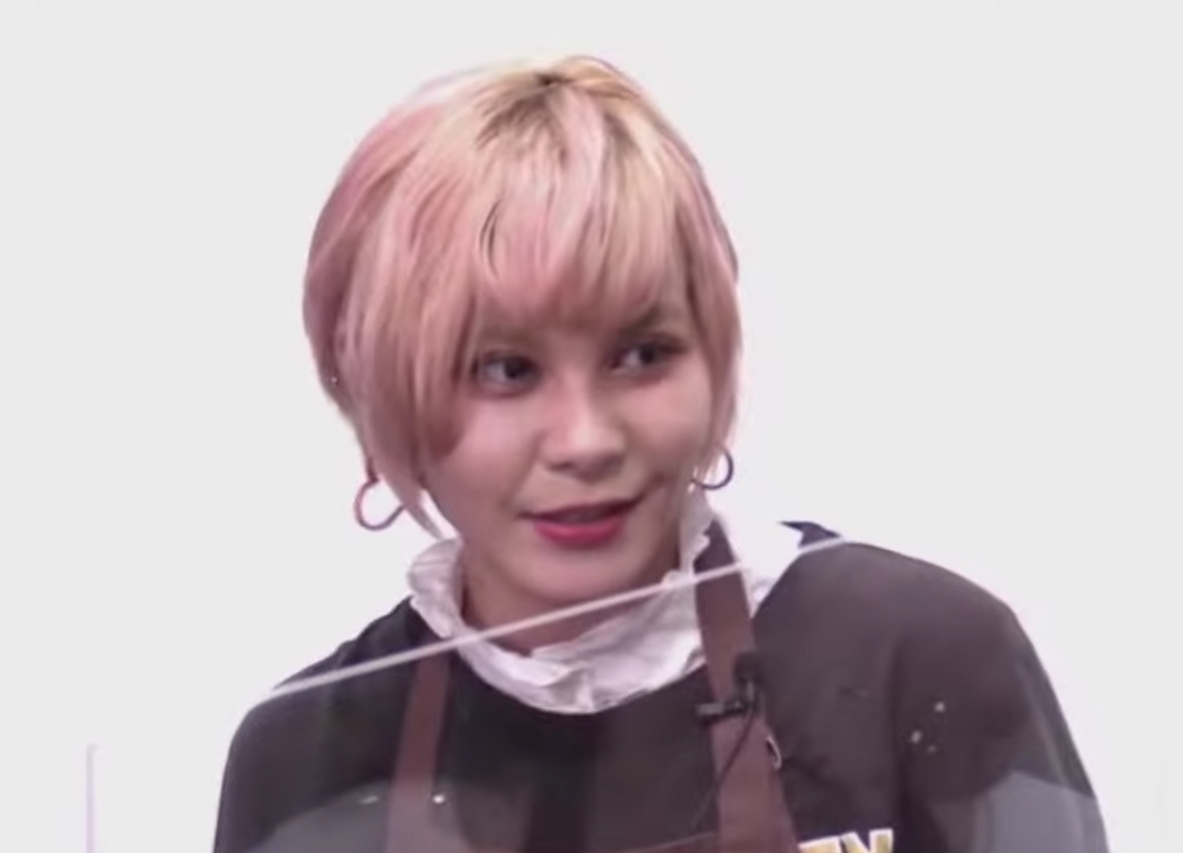
Fairouz Ai, la doppiatrice di Power nell'anime

Power fu ideata da Tatsuki Fujimoto per il manga di Chainsaw Man. Fujimoto si ispirò a Eric Cartman di South Park, sostenendo che fosse una delle sue serie preferite. Manabu Otsuka, presidente di MAPPA, apprezzò l'attenzione che Fujimoto diede alla relazione e la vita quotidiana di Denji, Aki e Power.

### Doppiaggio
La doppiatrice di Power nell'adattamento animato è Fairouz Ai. Ai disse in un'intervista che, nonostante il regista dell'anime volesse produrre un adattamento realistico di Chainsaw Man, lei non avesse idea di come si comportassero di diavoli, ma cercò lo stesso di essere fedele al manga. Le diede anche una caratterizzazione simile a "una sorella più piccola" così per essere più apprezzata dal pubblico.
Nel doppiaggio italiano è intrepretata da Martina Felli.

## Descrizione del personaggio
Power è il Diavolo del Sangue incarnato nel corpo di una giovane ragazza, ha un paio di corna rosse che si allungano ed espandono quando beve troppo sangue. Possiede un gatto di nome Nyako (ニャーコ?, Nyāko). Power considera Aki e Denji i suoi primi veri amici, con Denji ha un rapporto simile a quello di un fratello maggiore e una sorella minore.

### Poteri e abilità
Il suo potere consiste nel manipolare il sangue, estraendolo da ferite e utilizzandolo per vari scopi, dalla produzione di armi da taglio e impatto alla cura delle ferite; con difficoltà può anche manipolare il sangue di altre persone.

## Biografia del personaggio
Power è il Diavolo del Sangue assunta da Makima come membro della quarta Divisione della Pubblica Sicurezza insieme a Denji e Aki. Inizialmente tradisce Denji per salvare Nyako dal Diavolo Pipistrello, tuttavia dopo si affeziona e aiuta il gruppo a sconfiggere molti altri diavoli.
Dopo che Denji, Aki e altri membri della Pubblica Sicurezza sono stati trasportati all'Inferno, Power ha incominciato a soffrire di PTSD e Denji ha cercato di aiutarla come poteva. Dopo la morte di Aki, il disturbo di Power è peggiorato. Alla vigilia del compleanno di Denji, Power porta una torta di compleanno a casa di Makima dietro sua richiesta, ma viene brutalmente uccisa da quest'ultima davanti a Denji. Ciò che resta del suo sangue nel corpo di Denji fa sì che la sua coscienza comunichi con Pochita, il quale le fa bere il suo sangue per farla tornare temporaneamente come Diavolo per aiutare Denji a fuggire da Makima. Power accetta e, prima di morire definitivamente, fa un patto con Denji: lei gli avrebbe dato il suo sangue per riprendere le forze e, in cambio, lui avrebbe trovato la sua prossima incarnazione per diventare suo amico di nuovo e farla tornare ad essere Power.

## Altri media
Al di fuori del franchise di origine, Power è apparsa in Goddess of Victory: Nikke in un evento cross-over con la serie.

## Accoglienza

### Popolarità

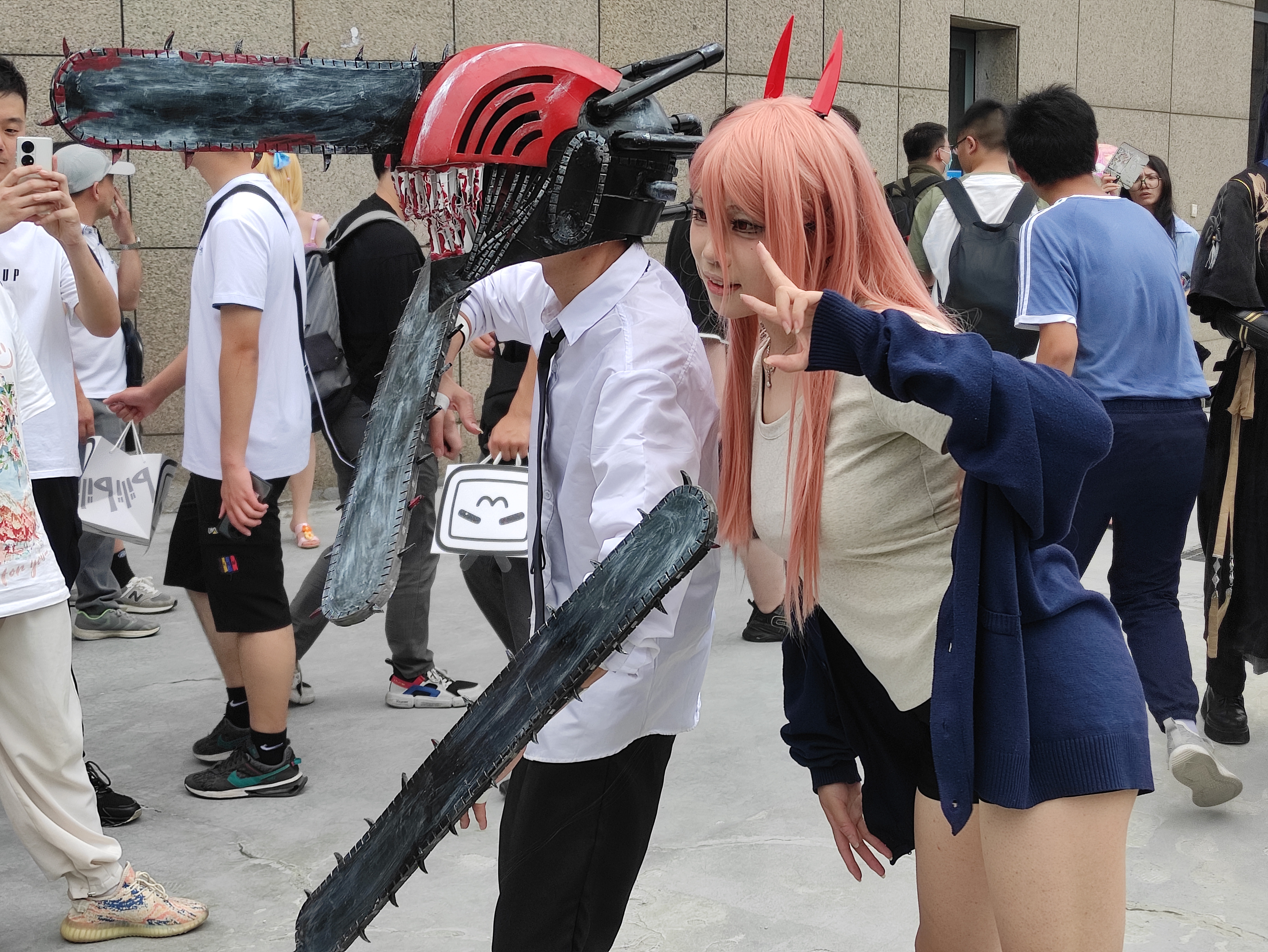
Cosplayer di Denji e Power al 19° CICAF

Power è stata accolta positivamente dal pubblico. In un sondaggio del manga, è arrivata 1ª. In un altro sondaggio, è arrivata 3ª dietro solo ad Aki e Makima. Ai Crunchyroll Anime Awards del 2024, Power è stata nominata nella categoria "Miglior personaggio secondario". Tre doppiatrici di Power sono state nominate per "Miglior doppiatrice" per il loro ruolo, tra cui María Luisa Marciel (Spagnolo), Zina Khakhoulia (Francese) e Franziska Trunte (Tedesco); quest'ultima ha vinto, mentre le altre ma hanno perso contro il Denji di Joel Gómez Jimenez e Suguru Geto di Martial Le Minoux.
Il personaggio è stato oggetto di diversi cosplay e ha ricevuto anche un'action figure prodotta da MAPPA.

### Critica
Power è stata accolta positivamente anche dalla critica. James Beckett di Anime News Network ha elogiato il personaggio, definendola come la "best girl" nonostante abbia teso una trappola a Denji. Beckett ha anche elogiato il personaggio nella light novel Buddy Stories per la sua comicità e la sua chimica con Denji. Ian Wolf di Anime UK ha apprezzato la sua introduzione e la sua prima interazione con il protagonista, ovvero come Denji cerchi di manipolarla per fargli palpare il seno e lei accetti, considerando la scena molto divertente. Julia Lee di Polygon ha trovato la serie molto più interessante dopo l'introduzione di Power e Makima. Kirsten Cary di The Mary Sue ha considerato Power il miglior personaggio della serie. Anche il suo brutale allenamento è stato accolto positivamente, sostenendo che porti molta comicità e mostri le sue caratteristiche da antieroina al contrario di Aki. Rafael Motamayor di IGN ha elogiato il contrasto tra la personalità di Power e il resto del cast, soprattutto con i membri più seri, dal momento che non è "esagerata" nelle scene comiche.
I critici hanno apprezzato il rapporto platonico che c'è tra Denji e Power e il suo contrasto con altre relazioni della serie. Anche Kotaku ha elogiato la dinamica che c'è tra Power e Denji, e ha evidenziato il rapporto di entrambi con Aki, sostenendo che il trio sia "stupendo". Otaku USA ha elogiato soprattutto le interazioni iniziali del trio, visto tutto ciò che hanno dovuto sopportare. Kestrel Swift di The Fandom Post ha apprezzato la caratterizzazione di Power e come lei permetta a Denji di toccarle il seno. Ha trovato inoltre molto comica la scena in cui Power non tira lo sciacquone dopo essersi trasferita con Denji e Aki. Hilary Leung di Comic Book Resources ha trovato strano come nei primi capitoli della seconda parte del manga Denji parli poco di Power, nonostante le avesse promesso di andarla a cercare verso la fine di parte uno.